# صاحب بوليصة تأمين
صاحب بوليصة تأمين أو  صاحب شهادة تأمين (بالإنجليزية: policyholder )  هو الشخص الذي يؤمن على حياته أو ملكه وتكون في حيازته شهادة التأمين. ويسري عليه عقد التأمين طالما قام بتسديد الاٌقساط الواجبة بانتظام. وتسمى شركة التأمين الشركة المؤمنه insurer  ويسمى حاصاحب بوليصة التأمين policyholder.
وطبقا لمقدار  قسط التامين insurance rate والذي يسمى أحيانا  premium  يكون مقدار تغطية التأمين insurance coverage.
إذا تأخر صاحب بوليصة التأمين عن تسديد الأقساط فقد يفقد حقه في التأمين. لهذا فلا بد لصاحب بواليصة التأمين القيام بواجبه هذا كاملا لكي تقوم شركة التأمين بدفع تغطية التأمين بالكامل بلا مماطلة. ويجوز  لصاحب بوليصة التأمين  حق أنهاء عقد التأمين قبل  موعد استحقاقه، إلا أن ذلك يعرضه إلى خسارة كبيرة، إذ أن شركة التأمين لن ترد إليه ما قام بدفعه من أقساط بكاملها، بل تحتفظ لنفسها بقدر كبير منه.
ولكن عقود التأمين على الحياة مثلا  تتيح الفرصة لصاحب بوليصة التأمين الانقطاع عن دفع الأقساط لفترة قصيرة في حالة بوليصة للبطالة  مثلا، على أن يعاود دفع الأقساط بالنتظام بعد عودته إلى العمل. يتم ذلك بالتفاهم مع شركة التأمين، ويؤدي هذا الإجراء إلى خفض التغطية المؤمن عليها نظرا للمدة التي لم تحصل فيها أقساط.

## اقرأ أيضًا
- تأمين
- تأمين على ممتلكات
- تأمين على الحياة
- تاريخ سريان المفعول
- قسط مكتسب
- تعويضات البطالة
- شركة تأمين متبادل
- مصرف توفير مشترك
- سند (ورقة مالية)
- تاريخ الاستحقاق
- الدائن
- المدين
- كمبيالة
- ربح السهم المؤجل
- مؤجل
- مستحقات مؤجلة
- ضمان إضافي
- مردود الاستثمار
- الحد الأدنى للعائد
- سند مدعم بأصول
- شيك مردود